# Víctor Eduardo Zapata
Víctor Eduardo Zapata (San Martín, 20 de gener de 1979), és un futbolista argentí que ocupa la posició de migcampista.
Sorgeix del planter de l'Argentinos Juniors, però on passarà bona part de la seua carrera serà a les files del River Plate, on milita entre 1999 i 2007, amb el parèntesi de la temporada 03/04 que milita cedit al Reial Valladolid. El 2007 fitxa pel Vélez Sársfield.
Ha estat internacional amb l'Argentina en una ocasió.

## Palmarès
- Apertura: 1999
- Clausura: 2000, 2002, 2003, 2009